# Cours Tolstoï
Pour les articles homonymes, voir Tolstoï (homonymie).
Le cours Tolstoï est une voie de la commune française de Villeurbanne, dans le département du Rhône.

## Situation et accès
Le cours Tolstoï est une importante artère de la ville de Villeurbanne. Il est le prolongement du cours Lafayette, rue du 3e arrondissement de la ville de Lyon, qui change de nom lors de l'entrée dans Villeurbanne, à partir de la rue d'Alsace qui lui est perpendiculaire. Il marque aussi l'ancienne limite sud du quartier de Bonneterre. 
Elle est desservie sur toute sa longueur par la ligne de trolleybus ligne C3, ancienne ligne 1, des trolleybus de Lyon.
Voies adjacentes
En partant de l'ouest, le cours Tolstoï croise les voies suivantes :
- rue d'Alsace ;
- rue de Lorraine ;
- rue Magenta ;
- rue du Docteur-Léon-Dolard ;
- rue de la Convention ;
- cours de la République ;
- rue du 4-Août-1789 ;
- rue Pascal ;
- rue Édouard-Aynard ;
- rue Racine ;
- rue Richelieu ;
- rue Baudelaire ;
- rue Paul-Verlaine ;
- rue Florian ;
- rue Charles-Montaland ;
- cours du Docteur-Jean-Damidot ;
- rue Louis-Braille ;
- rue du Docteur-Fleury-Papillon ;
- avenue Auguste-Blanqui ;
- rue Antonin-Perrin ;
- rue Bonneterre ;
- petite rue de la Rize ;
- rue Persoz ;
- rue des Peupliers ;
- rue du 1er-Mars-1943 ;
- rue du Docteur-Frappaz ;
- place Jules-Grandclément.

## Origine du nom
Elle porte le nom de l'écrivain russe Léon Tolstoï (1828-1910).

## Historique
Le cours Tolstoï aurait été à l'origine baptisé cours Charles X. Sa dénomination actuelle est attestée en 1928.

## Bâtiments remarquables et lieux de mémoire
Plusieurs monuments et lieux villeurbannais remarquables se situent sur le cours Tolstoï. On compte parmi ceux-ci :
- n⁰ 50 : le « Totem de Villeurbanne », sculpture de Guy de Rougemont ;
- n⁰ 65 : sculpture de Geneviève Dumont[3], située dans le square Prévert ;
- n⁰ 147 : le Kursaal, première salle de cinéma de Villeurbanne ;
- n⁰ 169 : la place Grandclément et l'ancien hôtel de ville de Villeurbanne.